# 7 Eskadra Myśliwska

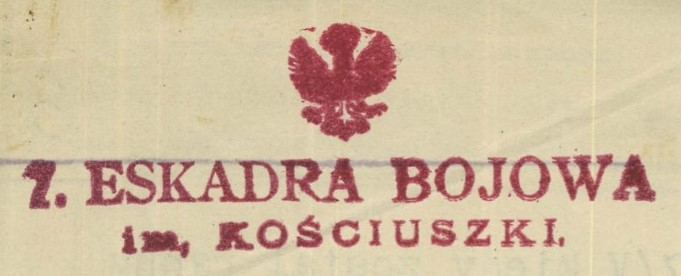
Odcisk pieczęci eskadry

7 eskadra myśliwska im. Tadeusza Kościuszki (tzw. Eskadra Kościuszkowska) – pododdział lotnictwa myśliwskiego Wojska Polskiego z lat 1918–1925, walcząca podczas wojny polsko-ukraińskiej i wojny polsko-bolszewickiej, w której służyli m.in. ochotnicy amerykańscy. Wcześniej nosiła nazwy III eskadry lotniczej i 7 eskadry lotniczej.

## III eskadra lotnicza bojowa
Eskadra została utworzona jeszcze przed oficjalną datą odzyskania przez Polskę niepodległości, 7 listopada 1918, na lotnisku rakowickim w Krakowie, jako III eskadra lotnicza bojowa , wykorzystując samoloty pozostawione przez Austriaków. Została następnie przebazowana z odsieczą do Lwowa i 21 grudnia weszła w skład  Lwowskiej Grupy Lotniczej kpt. Bastyra. (następnie III Grupy Lotniczej), stacjonując na lotnisku Lewandówka pod Lwowem. Eskadra latała głównie na samolotach rozpoznawczo-bombowych różnych typów, wspierając wojska polskie w walkach z siłami ukraińskimi otaczającymi Lwów podczas wojny polsko-ukraińskiej. Pierwszym dowódcą był kpt. obs. Karol Stelmach (początkowo faktycznie kpt. pil. Camillo Perini).

## 7 Eskadra Lotnicza
21 grudnia 1918, w ramach unifikacji numeracji eskadr w lotnictwie polskim, zmieniono nazwę eskadry na 7 eskadrę lotniczą.
Od stycznia 1919 eskadrą dowodził por. Jerzy Borejsza, a po jego wypadku, od kwietnia 1919, por. Stefan Stec. Eskadra była intensywnie używana w czasie wojny polsko-ukraińskiej, operując z lotniska Lewandówka na froncie galicyjskim do czerwca 1919, w lotach rozpoznawczych i bombowych oraz szturmowych, ostrzeliwując cele naziemne z broni maszynowej. Szczególnie stosowano zespołowe naloty bombowe po kilka samolotów, wespół z 6 eskadrą III Grupy. Od 19 kwietnia eskadra wspierała polską operację Jazda. Spotkania w powietrzu były rzadkie; 29 kwietnia por. Stec uszkodził ukraiński myśliwiec Nieuport 17. Od 14 maja 1919 eskadra wspierała polską ofensywę w Galicji Wschodniej. Podczas grupowego nalotu 14 maja 1919 na pozycje ukraińskie zginęła załoga ppor.pil. Zygmunt Kostrzewski i ppor.obs. Mieczysław Motylewski (Oeffag C.II) i utracono też drugi samolot; oprócz tego kilka razy samoloty eskadry były zestrzeliwane, lecz lądowały po własnej stronie.
Stan samolotów był zmienny na skutek zużywania sprzętu, wypadków i ograniczonej liczby dostępnych dla Polaków samolotów. W lutym 1919 eskadra miała jedynie 4 samoloty rozpoznawcze (Oeffag, Uffag i 2 BFW C.XVIII). W maju 1919 eskadra miała 7 samolotów: 3 myśliwskie Fokker D.VIII (E.V), 3 rozpoznawcze Hansa-Brandenburgi i 1 rozpoznawczy LVG C.V. W czerwcu 1919, z inicjatywy Steca eskadrę przekształcono na myśliwską, przezbrajając w całości na samoloty myśliwskie i grupując w niej najlepszych pilotów (m.in. Mieczysław Garsztka, który wkrótce zginął w wypadku). W sierpniu 1919 otrzymała 12 nowych myśliwców Albatros D.III (Oef) (Oeffag D.III).
W związku z zakończeniem działań przeciw Ukrainie, 20 września 1919 eskadra znajdowała się w Rezerwie Naczelnego Dowództwa. Do tej pory wykonała 197 lotów bojowych.
W październiku 1919 dowództwo objął na krótko Ludomił Rayski, po czym do eskadry skierowano amerykańskich pilotów - ochotników zwerbowanych przez Meriana C. Coopera i Cedrica Fauntleroya Lotnicy amerykańscy przybyli z inicjatywy gen. Tadeusza Rozwadowskiego, który podjął samodzielnie decyzję o ich zwerbowaniu. Gen. Rozwadowski, wówczas szef Polskiej Misji Wojskowej w Paryżu, działał w tej sprawie w porozumieniu m.in. z gen. Johnem Pershingiem. Powstała eskadra w zamyśle generała miała być częścią szerszej formacji nazwanej w planach Rozwadowskiego Legionem Amerykańskim. Zgoda władz amerykańskich reprezentowanych przez płk. Harry'ego Howlanda na formowanie eskadry została wydana 16 sierpnia 1919 r. a następnie została potwierdzona przez gen. Rozwadowskiego.  Od połowy października 1919 początkowo służyło w Eskadrze 8 pilotów amerykańskich, potem przybyli kolejni ochotnicy. W sumie służyło w niej 21 Amerykanów, w tym 20 pilotów i jeden obserwator oraz kilku pilotów polskich (Ludwik Idzikowski, Ludomił Rayski, Władysław Konopka, Jerzy Weber, Aleksander Seńkowski). 22 listopada 1919 jednak Edmund Graves zginął w wypadku na pokazie lotniczym. Całą obsługę naziemną stanowili Polacy (31 mechaników). Eskadra miała do dyspozycji 12 samolotów, przede wszystkim myśliwców Albatros D.III (Oef) (Oeffag D.III) oraz 3 samochody (znany ze zdjęć jedyny samolot Sopwith Camel przybył dopiero w październiku 1920, jako prywatny Kennetha Murraya).
Od listopada 1919 dowództwo eskadry objął Cedric Fauntleroy, a Merian C. Cooper został jego zastępcą. Mniej więcej w tym czasie powstało godło eskadry. Pilot Elliot Chess zaprojektował godło malowane na wszystkich samolotach eskadry, przedstawiające czerwoną krakowską rogatywkę (jaką naczelnik Tadeusz Kościuszko nosił podczas insurekcji 1794 roku) i dwie skrzyżowane kosy (symbolizujące chłopów walczących razem z Kościuszką), na tle barw flagi Stanów Zjednoczonych Ameryki. Godło to przetrwało następnie w użyciu polskich jednostek lotniczych, m.in. Dywizjonu 303, do chwili obecnej.

## 7 Eskadra Myśliwska im. Tadeusza Kościuszki

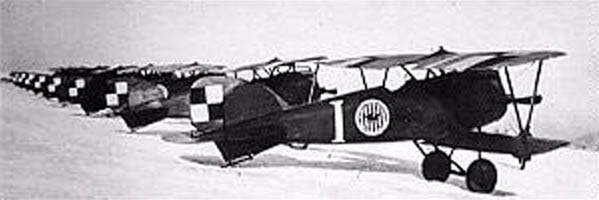
Albatrosy D.III (Oef) 7. Eskadry Myśliwskiej, z widocznym godłem eskadry

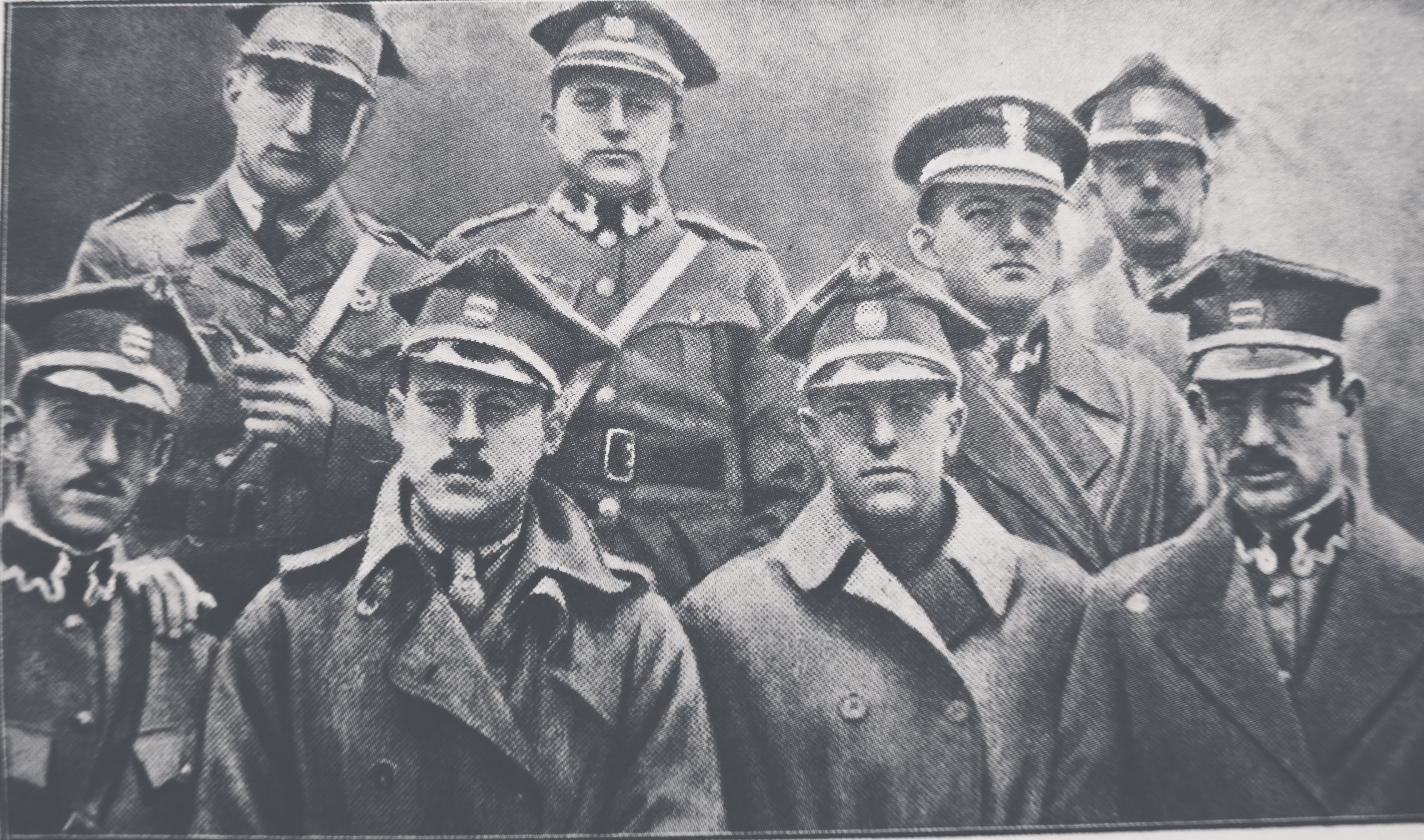
Pierwsi ochotnicy amerykańscy: Fauntleroy, Cooper, Corsi, Crawford, Shrewsbury, Clark, Rorison, Noble

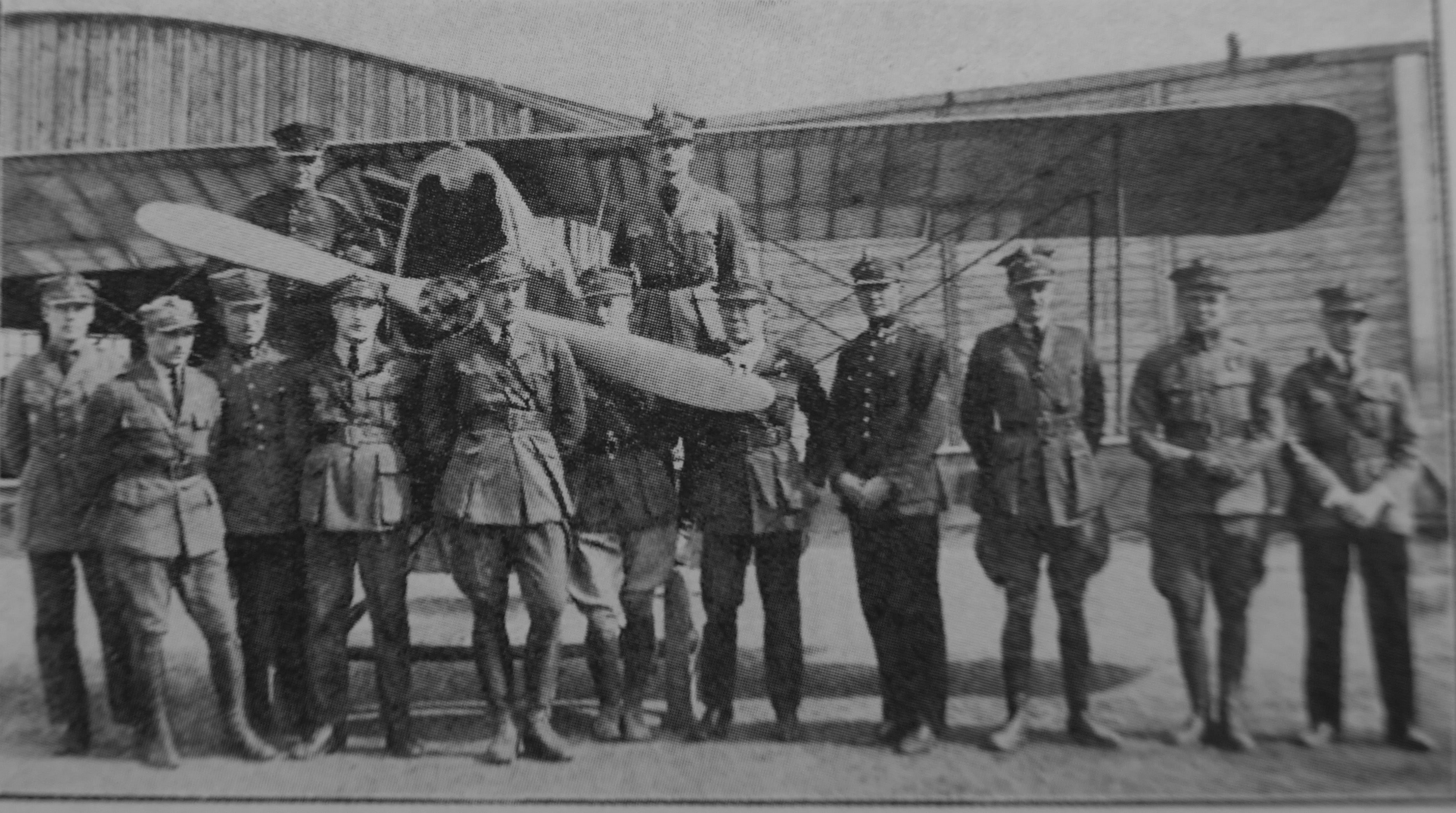
7 eskadra myśliwska - we wrześniu 1920 we Lwowie

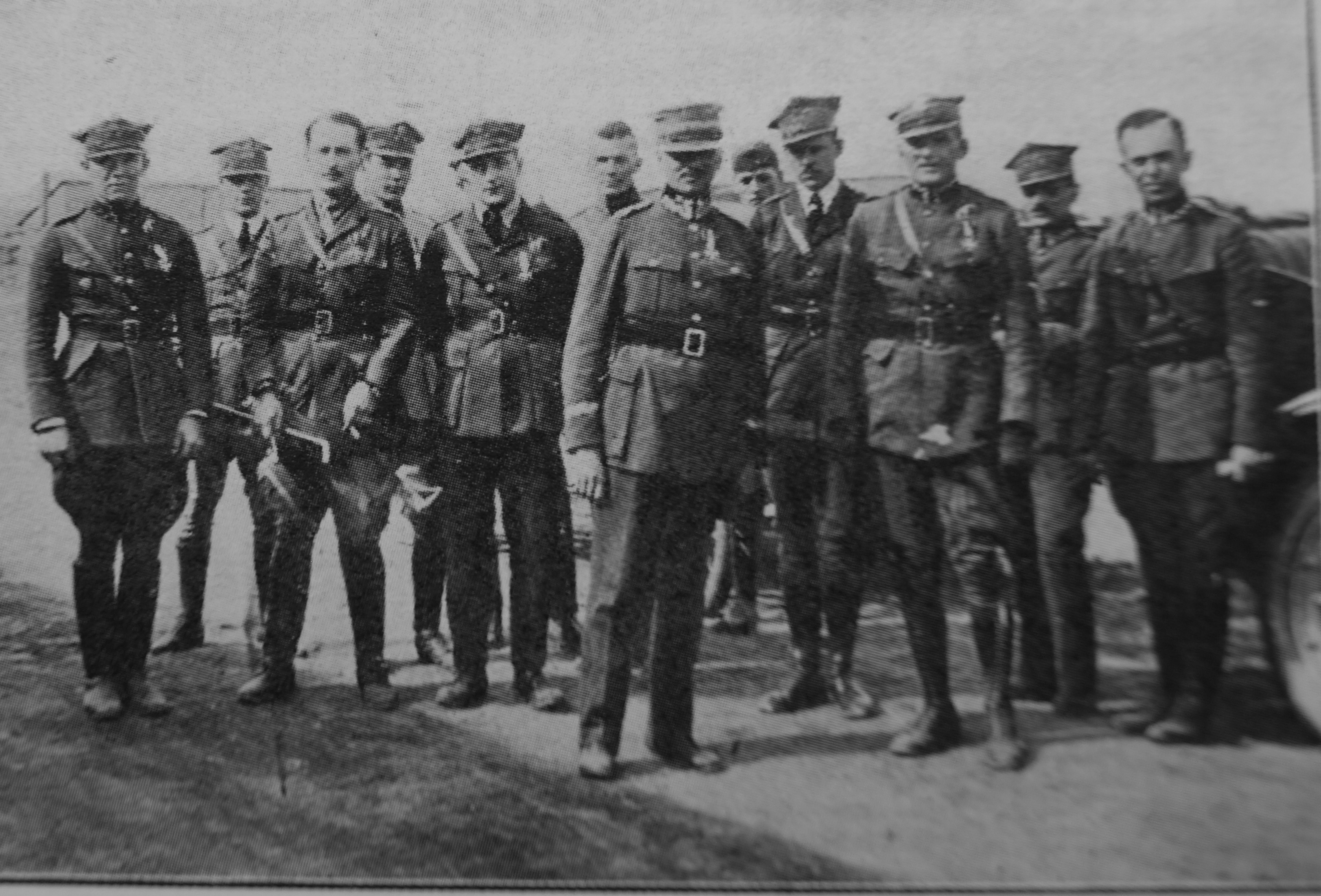
7-ma eskadra myśliwska - po dekoracji przez gen. Stanisława Hallera; 1920

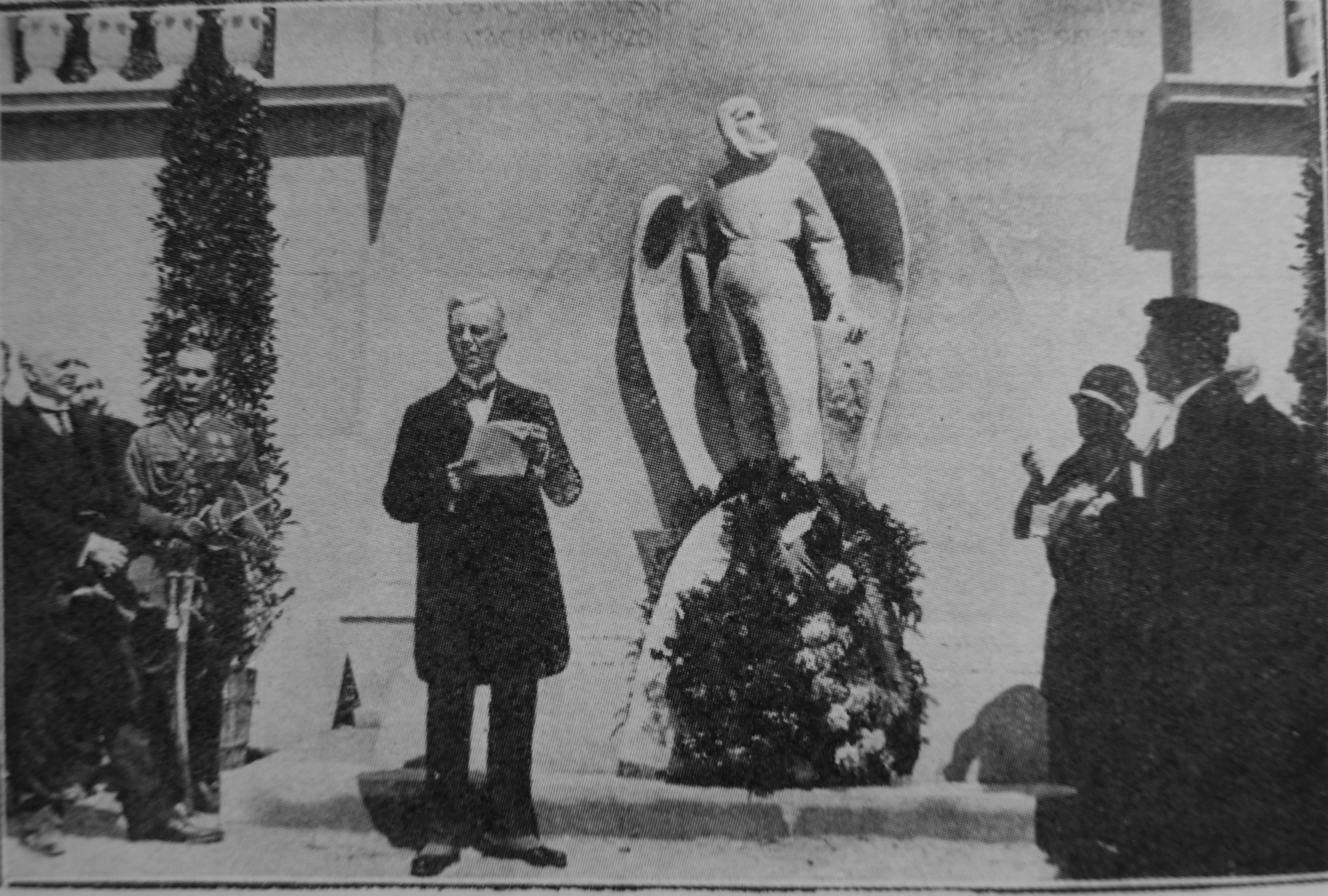
Uroczystość odsłonięcia pomnika poległych amerykańskich lotników na cmentarzu we Lwowie 30 maja 1925

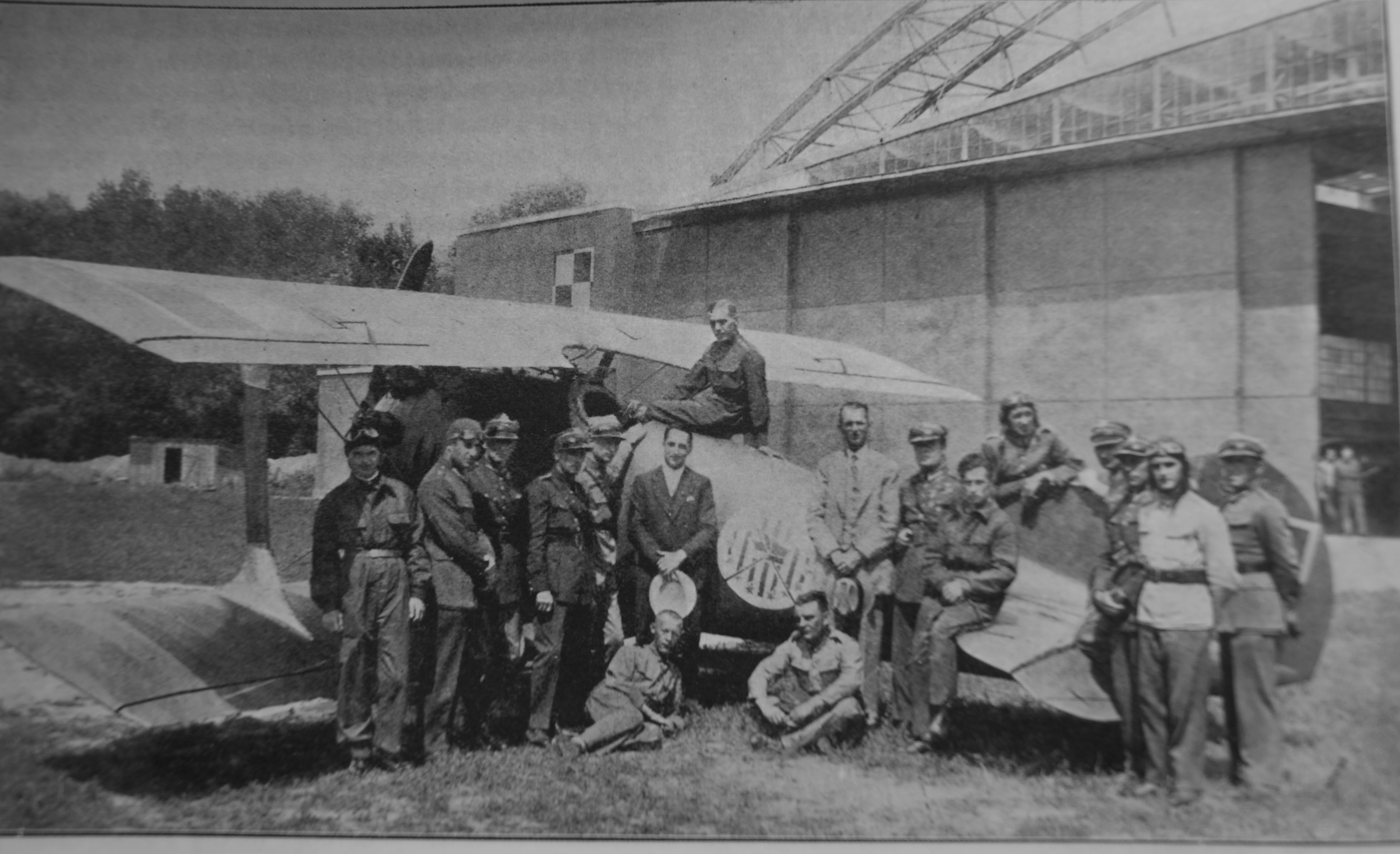
Wizyta kpt. Edwarda Corsi w jego dawnej 111-ej eskadrze myśliwskiej na lotnisku Okęcie w Warszawie w 1930

31 grudnia 1919 jednostka przyjęła nazwę 7 Eskadra Myśliwska im. Tadeusza Kościuszki. Jak się okazało, nie miała jednak szansy podczas działań wojennych wykazać się jako jednostka myśliwska, z uwagi na brak starć z lotnictwem radzieckim, natomiast była używana intensywnie do rozpoznania i ataków na cele naziemne.
Wykorzystując względny spokój na froncie, w okresie jesienno–zimowym eskadra prowadziła szkolenie personelu lotniczego i uzupełniała stany. Na dzień 1 lutego 1920 eskadra wchodziła w skład III Grupy Lotniczej, posiadała 12 pilotów, 2 obserwatorów i 10 samolotów.
Piloci eskadry wykonywali też loty łącznikowe między Lwowem a Tarnopolem. Już 5 marca por. Harmon Rorison wykonał z Tarnopola lot rozpoznawczy, wykrywając i ostrzeliwując radzieckie pociągi pancerne i piechotę. Na prośbę dowódcy, 7. Eskadrę włączono do II dywizjonu 2 Armii gen. Listowskiego i 3 kwietnia 1920 przeniesiono na lotnisko w Połonnem, skąd rozpoczęła loty operacyjne. Piloci wykonywali loty rozpoznawcze, a 10 kwietnia naloty szturmowe na wojska w Czudnowie, które ułatwiły jego zdobycie. Mjr Fauntleroy z 4 pilotami został następnie wysłany do Warszawy po nowe samoloty.
Wyprawa na Kijów i odwrót
Podczas wyprawy na Kijów rozpoczętej 25 kwietnia 1920, eskadra intensywnie brała udział w lotach rozpoznawczych i szturmowych, nie dochodziło natomiast do walk powietrznych. Piloci informowali o ruchach wojsk bolszewickich oraz skutecznie je zwalczali z broni maszynowej. Eskadra przyczyniła się do zajęcia Berdyczowa. Podczas walk o to miasto 26 kwietnia ciężko ranny został por. Noble. Eskadra stacjonowała kolejno od 30 kwietnia w Berdyczowie, od 8 maja na lotnisku w Białej Cerkwi pod Kijowem. 2 maja do eskadry powrócił mjr Fauntleroy z pozostałymi pilotami i 3 pierwszymi myśliwcami Ansaldo A-1 Balilla (dwa dalsze uległy rozbiciu). 10 maja kpt. Crawford zaatakował i zatopił statek bolszewicki na Dnieprze. Eskadra utraciła kilka samolotów, lecz bez strat w ludziach. Od 17 maja do początku czerwca Cooper z trzema pilotami (Clark, Corsi, Weber) działał jako oddział wydzielony z Kijowa w osłonie polskich bombowców przeciw żegludze na Dnieprze. 25 maja kpt. Crawford jako pierwszy zameldował dowództwu o zbliżającej się w rejon Humania Armii Konnej Budionnego, z którą eskadra walczyła do zakończenia działań wojennych.
Po ewakuacji z Białej Cerkwi eskadra 28 maja 1920 przeniosła się do Fastowa, 30 maja do Koziatynia. Tam wyróżnił się Fauntleroy, który podczas jednego z lotów rozpoznawczych 31 maja dostrzegł Rosjan minujących tory kolejowe na drodze polskiego pociągu pancernego. Za pomocą akrobacji lotniczych wykonywanych bezpośrednio przed lokomotywą zatrzymał skład i poinformował o zasadzce. 
Po ewakuacji jednostki z Koziatynia część eskadry trafia do Berdyczowa, a część do Żytomierza. Tu znów spostrzegawczością odznaczył się Fauntleroy, dostrzegając 7 czerwca pod Żytomierzem zagony konnicy Budionnego, której nikt się nie spodziewał na tym odcinku frontu. Ta informacja pozwalała na dalszą, sprawną ewakuację wojsk polskich z gen. Listowskim i jego sztabem. Natomiast na lotnisku w Berdyczowie Rosjanie zaskoczyli i uszkodzili samoloty Coopera i Crawforda, w wyniku czego musieli oni zostawić maszyny i uchodzić pieszo. Pozostałe siły eskadry ewakuowano do Zwiahla.
Operacja warszawska – bitwa pod Lwowem – sierpień 1920
Z uwagi na straty w sprzęcie, eskadra 23 czerwca 1920 została wycofana do Lwowa, a jej dowódcą wkrótce został Cooper, bowiem Fauntleroy po awansie na ppłk. objął dowodzenie całego II dywizjonu lotniczego 2 Armii, w skład którego wchodziła eskadra. 
Po naprawieniu i uzupełnieniu sprzętu, eskadra pilotów przeniosła się na lotnisko w Hołobach. Po zestrzeleniu 13 lipca maszyny Coopera, uznano go za zaginionego (trafił on do niewoli).15 lipca podczas ataków na kawalerię został zestrzelony i zginął kpt.obs. Arthur H. Kelly (odbywający jako obserwator loty w ramach 21 eskadry niszczycielskiej). Również tego dnia został zestrzelony i wzięty do niewoli świeżo przybyły do eskadry kpt. Stefan Ciecierski wraz z jedynym myśliwcem RAF SE.5a. Wówczas dowódcą eskadry został kpt. pil. George M. Crawford.
Od 11 sierpnia, eskadra operowała z lotniska we Lwowie. Weszła wówczas ponownie w skład III dywizjonu lotniczego, którego dowództwo przejął Fauntleroy. Na wyposażeniu posiadała wówczas samoloty Ansaldo A-1 Balilla oraz Albatros D.III (Oef).
Wówczas cały III dywizjon lotniczy, w tym 7 eskadra przypisany był do 6 Armii na Froncie Południowym. Front miał za zadanie bronić Lwowa i szachować Budionnego w Małopolsce wschodniej.
16 sierpnia 1920 roku III dywizjon otrzymał rozkaz powstrzymania armii Budionnego. 7 eskadra w tym czasie miała tylko 5 zdolnych do służby pilotów: Fauntleroy (dowódca dywizjonu), Edward Corsi, Elliot Chess, Jerzy Weber i Aleksander Seńkowski (Crawford był chory). W ciągu dwóch dni eskadra wykonała 36 lotów szturmowych, ostrzeliwując kawalerię z karabinów maszynowych, demoralizując ją i zadając straty. Wyróżnili się m.in. por. Weber, który wykonał 10 lotów w dwa dni oraz kpt. Corsi 17 sierpnia z 4 lotami.
Dzień 18 sierpnia był dniem największego wysiłku bojowego lotników w czasie obrony Lwowa. Przeprowadzono wówczas 72 loty bojowe. W walkach tych na szczególne wyróżnienie zasłużyli: kpt. Corsi i por. Weber.
W obawie przed zajęciem Lwowa, pod wieczór 18 sierpnia III dywizjon, w tym 7 eskadra odleciał do Przemyśla, we Lwowie pozostało jedynie dowództwo lotnictwa frontu i armii z mjr pil. Cedric Fauntleroyem na czele. Samoloty jednak nadal brały udział w walkach operując z Przemyśla i używając lotniska lwowskiego jako wysuniętej bazy. 24 sierpnia eskadra powróciła do Lwowa, co wiązało się z okresem odpoczynku od intensywnych działań, po odparciu wojsk radzieckich. Jako uzupełnienie przybył kpt. John McCallum, lecz 31 sierpnia zginął w wypadku. Ogółem w sierpniu 1920 lotnicy 7 eskadry wykonali 79 lotów bojowych.
Od początku września eskadra zwalczała kawalerię sowiecką w rejonie Hrubieszowa i Uściługa.
W tym czasie działania bojowe nie miały już takiego nasilenia. 
Eskadra wykonała jeszcze 19 lotów rozpoznawczych. 
Ostatni raz lotnicy brali udział w walce 23 września.
Ogółem w okresie walk eskadra wykonała 462 loty bojowe, spędzając w powietrzu 682 godziny. Zginęło 5 lotników.
W tym czasie działania bojowe nie miały już takiego nasilenia. 
6 i 7 eskadra wykonały we wrześniu przeszło 50 lotów, głównie wywiadowczych, bez strat własnych. 
Na mocy rozkazu z 18 stycznia 1921 7 eskadra stacjonowała we Lwowie. W maju 1921 7 eskadra myśliwska wchodziła w skład III dywizjonu myśliwskiego 1 pułku lotniczego w Warszawie. W 1925 została przekształcona w 121, późniejszą 111 eskadrę myśliwską.

## Żołnierze eskadry
| Dowódcy eskadry                                       | Dowódcy eskadry                       | Dowódcy eskadry                        |
| Stopień                                               | Imię i nazwisko                       | Okres pełnienia służby                 |
| ----------------------------------------------------- | ------------------------------------- | -------------------------------------- |
| kpt. obs.                                             | Karol Stelmach                        | XI 1918 – I 1919                       |
| kpt. pil.                                             | Camillo Perini                        | fakt. p.o. XI 1918 – I 1919            |
| por. pil.                                             | Jerzy Borejsza                        | I – IV 1919                            |
| por. pil.                                             | Stefan Stec                           | IV – X 1919                            |
| por. pil.                                             | Ludomił Rayski                        | X 1919                                 |
| mjr. pil.                                             | Cedric Fauntleroy                     | XI 1919 – VI 1920                      |
| kpt. pil.                                             | Merian Cooper                         | VI – VII 1920                          |
| kpt. pil.                                             | George Crawford                       | od VIII 1920                           |
| kpt. pil.                                             | Teofil Dziama                         | 1922 – VIII 1923                       |
| kpt. pil.                                             | Bronisław Wąsowski                    | VIII 1923 – 24 V 1924                  |
| Personel latający okresu wojny polsko – bolszewickiej |                                       |                                        |
| Obserwatorzy                                          | Obserwatorzy                          | Piloci                                 |
| kpt. obs. Karol Stelmach                              | kpt. obs. Karol Stelmach              | mjr. / płk pil. Cedric Fauntleroy (VM) |
| por. obs. Karol Friser                                | por. obs. Karol Friser                | kpt. / ppłk pil. Merian Cooper (VM)    |
| por. obs. Kennet M. Murray                            | por. obs. Kennet M. Murray            | kpt. pil. Camillo Perini               |
| por. obs. Biskupski                                   | por. obs. Biskupski                   | kpt. pil. Stefan Ciecierski            |
| por. obs. Carl H. Clark                               | por. obs. Carl H. Clark               | kpt. pil. Edward C. Corsi (VM)         |
| por. obs. Inglis I. Maitland                          | por. obs. Inglis I. Maitland          | kpt. pil. George M. Crawford (VM)      |
| por. obs. Earl F. Evans                               | por. obs. Earl F. Evans               | kpt. pil. T. V. Mc. Callum             |
| por. obs. Thomas H. Garlick                           | por. obs. Thomas H. Garlick           | por. pil. Elliot W. Chess (VM)         |
| ppor. obs. Aleksander Seńkowski                       | ppor. obs. Aleksander Seńkowski       | por. pil. Stefan Stec (VM)             |
| ppor. obs. Mieczysław Motylewski (VM)                 | ppor. obs. Mieczysław Motylewski (VM) | por. pil. Franciszek Peter             |
|                                                       |                                       | por. pil. Jerzy Borejsza               |
|                                                       |                                       | por. pil. Kazimierz Swoszowski         |
|                                                       |                                       | por. pil. Ludomił Rayski (VM)          |
|                                                       |                                       | por. pil. obs. Arthur H. Kelly (KW)    |
|                                                       |                                       | por. pil. Wiktor Robotycki             |
|                                                       |                                       | por. pil. Władysław Konopka            |
|                                                       |                                       | por. pil. Jerzy Weber                  |
|                                                       |                                       | por. pil. Kenneth O. Shrewsbury        |
|                                                       |                                       | por. pil. John. C. Speaks              |
|                                                       |                                       | por. pil. Edmund Graves (KW)           |
|                                                       |                                       | por. pil. George Graves                |
|                                                       |                                       | por. pil. Edwin L. Noble               |
|                                                       |                                       | por. pil. Harmon C. Rorison            |
|                                                       |                                       | ppor. pil. Mieczysław Garsztka (VM)    |
|                                                       |                                       | ppor. pil. Ludwik Idzikowski(VM)       |
|                                                       |                                       | ppor. pil. Zygmunt Kostrzewski (VM)    |
|                                                       |                                       | ppor. pil. Stanisław Jan Skarżyński    |
|                                                       |                                       | sierż. pil. Józef Cagasek              |
|                                                       |                                       | sierż. pil. Jan Stachura               |
|                                                       |                                       | sierż. pil. Tadeusz Kominkowski        |

## Odznaka eskadry

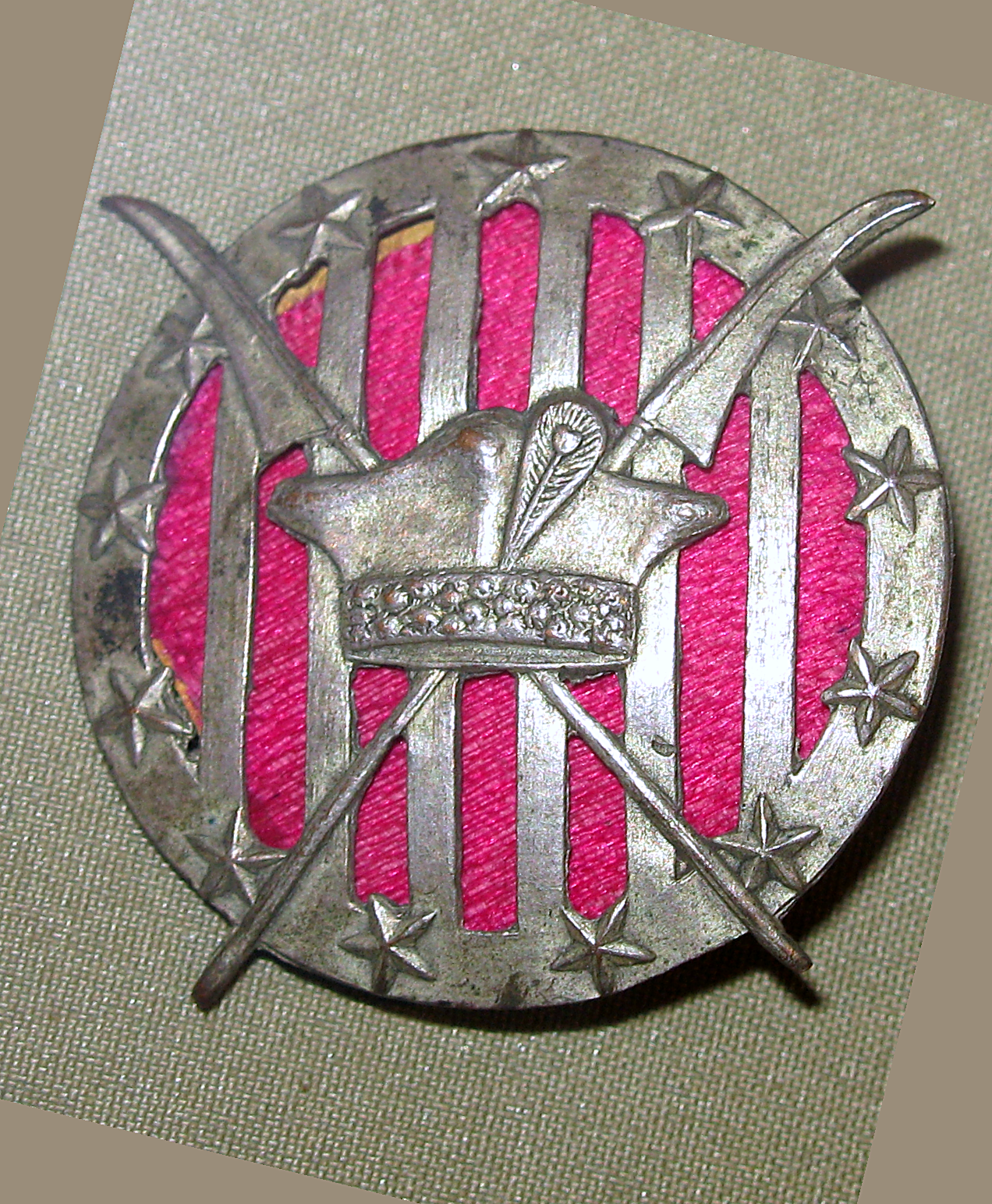
Odznaka 7 Eskadry Myśliwskiej

Jednoczęściowa odznaka wykonana w tombaku srebrzonym, częściowo złoconym, ma kształt pierścienia z 13 złotymi gwiazdkami na jego obwodzie. Pole pierścienia wypełnia sześć pionowych belek. W centrum dwie skrzyżowane złote kosy, wychodzące poza obwód pierścienia, a na ich skrzyżowaniu rogatywka kościuszkowska. Na rewersie grawerowany numer, nazwisko oraz napis KOŚCIUSZKO ESCADMA.
Odznaka o wymiarach 33 mm mocowana była na zapinkę, a na podkładce widniało nazwisko matki chrzestnej eskadry. Zaprojektował ją E.W. Chess, a wykonał Eugeniusz Marian Unger ze Lwowa. Jedna z wersji posiadała numer na podkładce.

## Wypadki lotnicze

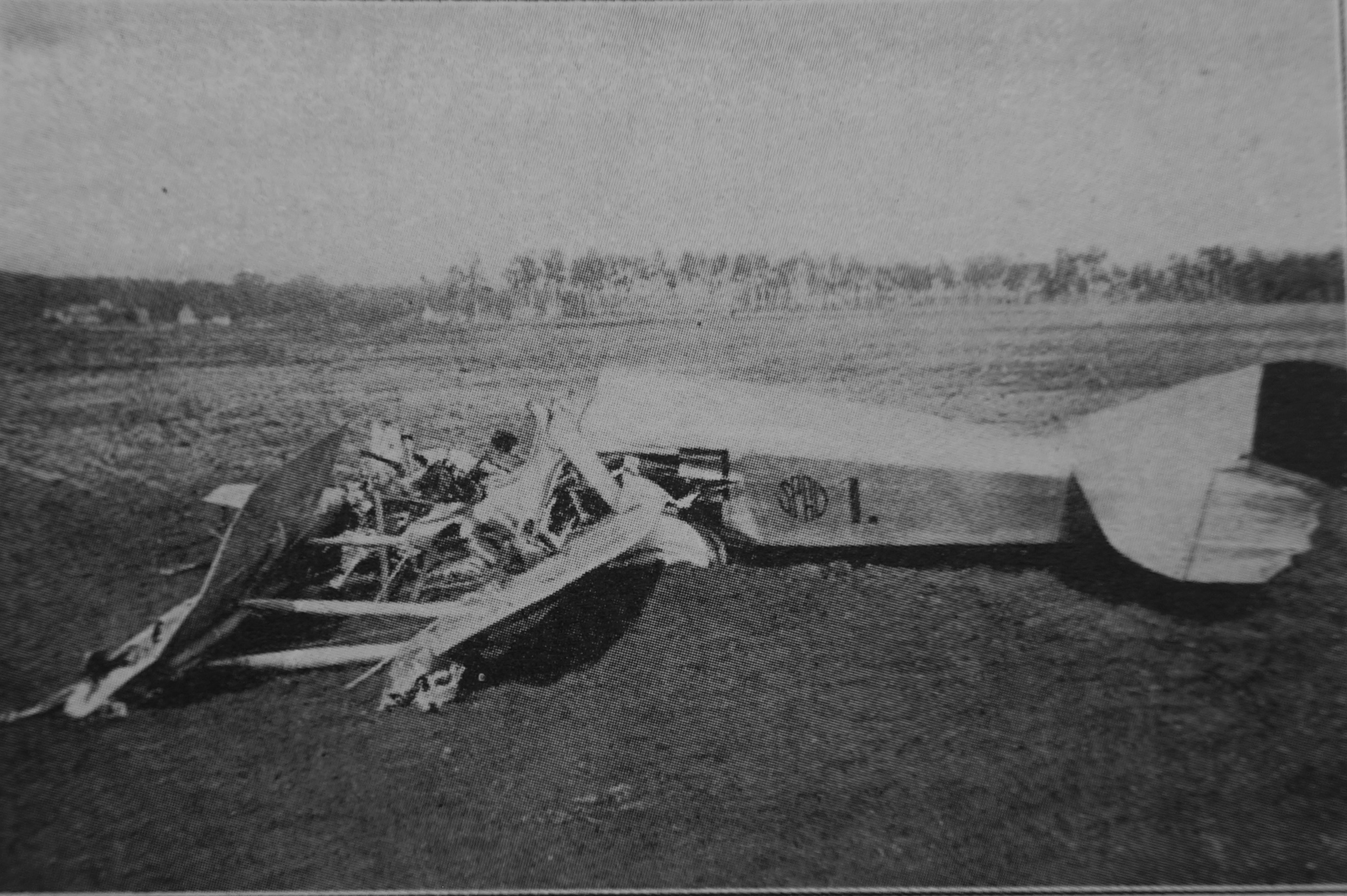
Rozbity samolot, w którym zginął ppor. pilot Mieczysław Garsztka, czerwiec 1920

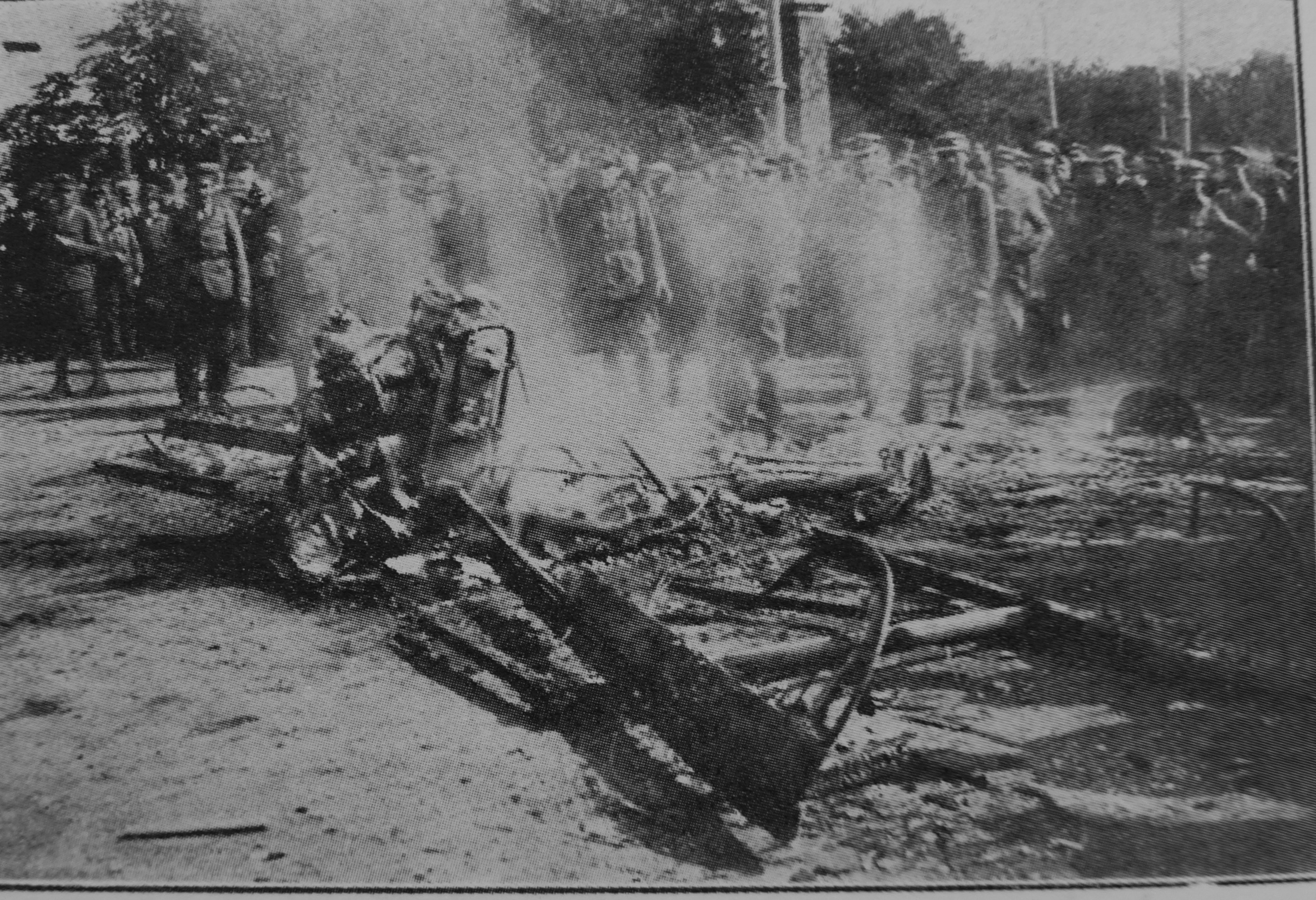
Rozbity samolot, w którym zginął we Lwowie amerykański lotnik kpt. McCallum, sierpień 1920

W okresie funkcjonowania eskadry miały miejsce następujące wypadki lotnicze zakończone obrażeniami lub śmiercią pilota:
- 14 maja 1919 podczas lotu bojowego zginęli ppor. pil. Zygmunt Kostrzewski i ppor. obs. Mieczysław Motylewski.
- 8 czerwca 1919 na samolocie Spad VII w wypadku lotniczym zginął ppor. pil. Mieczysław Garsztka.
- 22 listopada 1919 w wypadku lotniczym we Lwowie zginął por. pil. Edmund Graves.
- 15 lipca 1920 w locie bojowym na szosie Łuck-Klewań kpt. Arthur Kelly lecąc jako obserwator w załodze 21 Eskadry poległ z por. pil. Stanisławem Skarżyńskim.
- 31 sierpnia 1920 we Lwowie, walcząc w obronie miasta zginął śmiercią lotnika kpt. pil. T.V. MacCallum.
- 24 maja 1924 w locie służbowym zginął dowódca eskadry kpt. Bronisław Wąsowski.

## Filmy o lotnikach amerykańskich w siłach powietrznych II RP podczas wojny polsko-rosyjskiej 1919-1921 r.
- Gwiaździsta eskadra – polski niemy wysokobudżetowy film batalistyczny w reż. Leonarda Buczkowskiego z 1930 r., opowiadał o grupie amerykańskich pilotów, którzy walczyli po stronie polskiej w Eskadrze Kościuszkowskiej podczas wojny Polski z Rosją Sowiecką w latach 1919–1921 (nie zachował się do czasów dzisiejszych, gdyż prawdopodobnie Sowieci po 1945 r. zniszczyli lub wywieźli wszystkie kopie w głąb Związku Sowieckiego).
- Siedemnastu wspaniałych – film dokumentalny w reż. Zbigniewa Kowalewskiego z 2005 r., opowiada o grupie amerykańskich pilotów, którzy walczyli po stronie polskiej w Eskadrze Kościuszkowskiej podczas wojny Polski z bolszewicką Rosją w latach 1919–1921.
- Nad filmem mającym opowiadać historię amerykańskich lotników służących w Dywizji Kościuszkowskiej w wojnie z bolszewikami pracowali pod koniec lat 80. Benjamin Fisz i Janusz Morgenstern[27].

## Samoloty eskadry

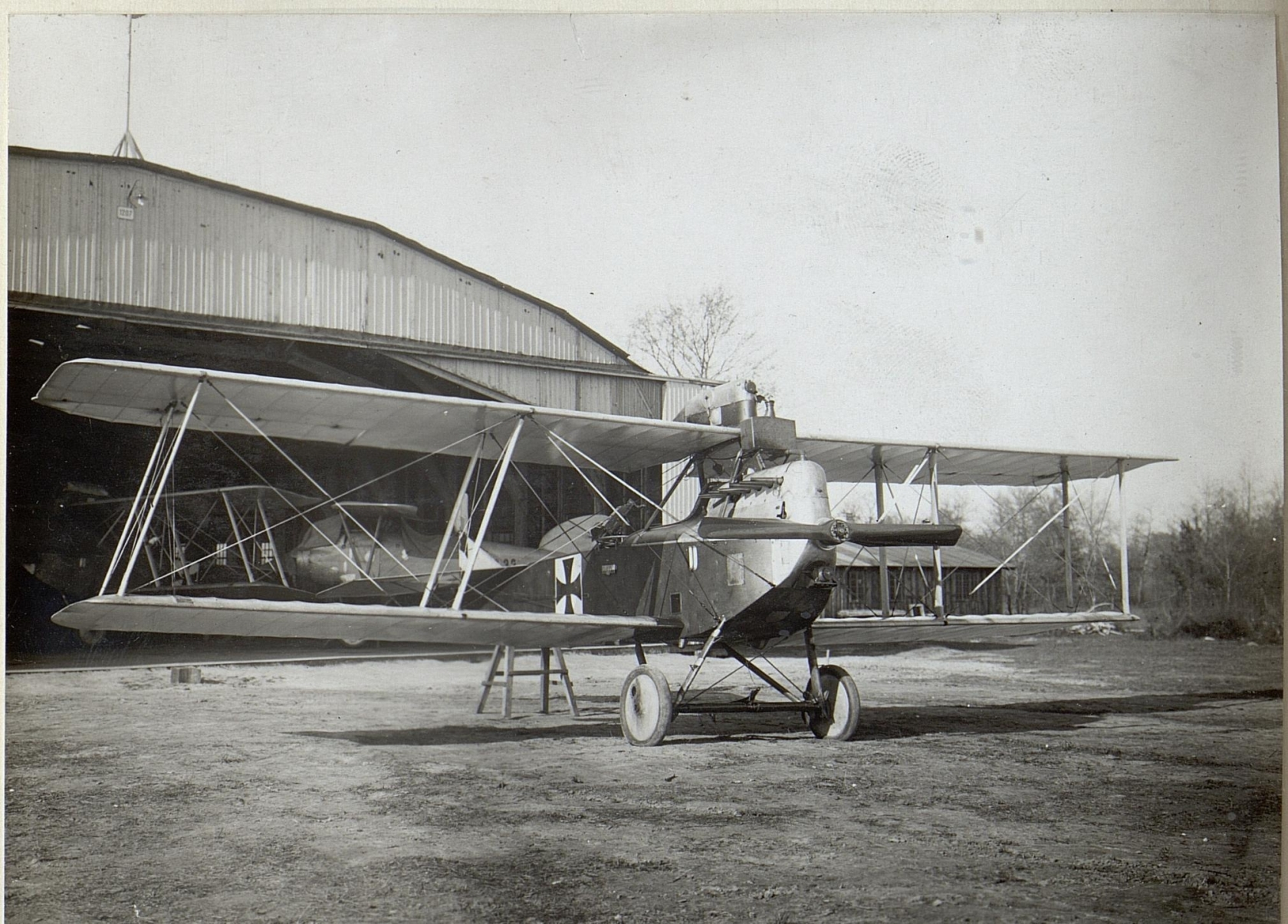
Albatros D.III (Oef)
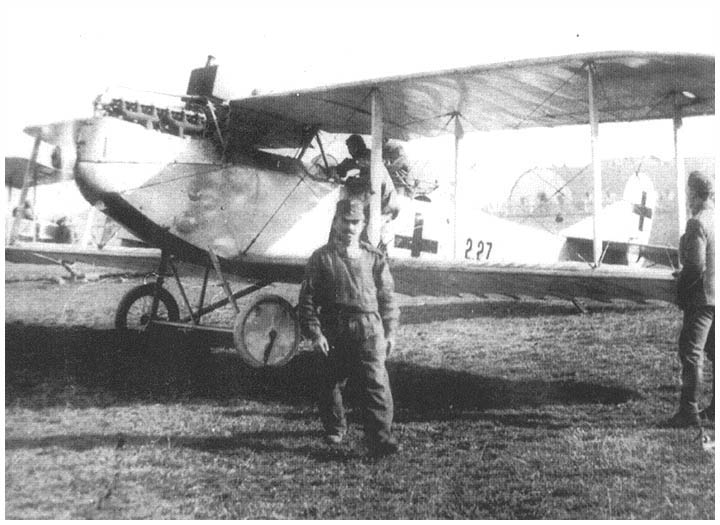
Oeffag C.II
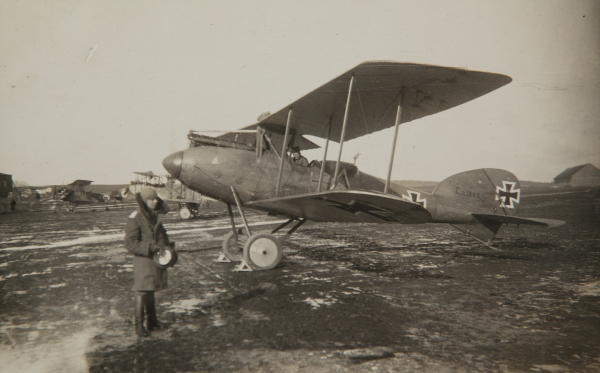
Albatros C.XVIII (BFW)
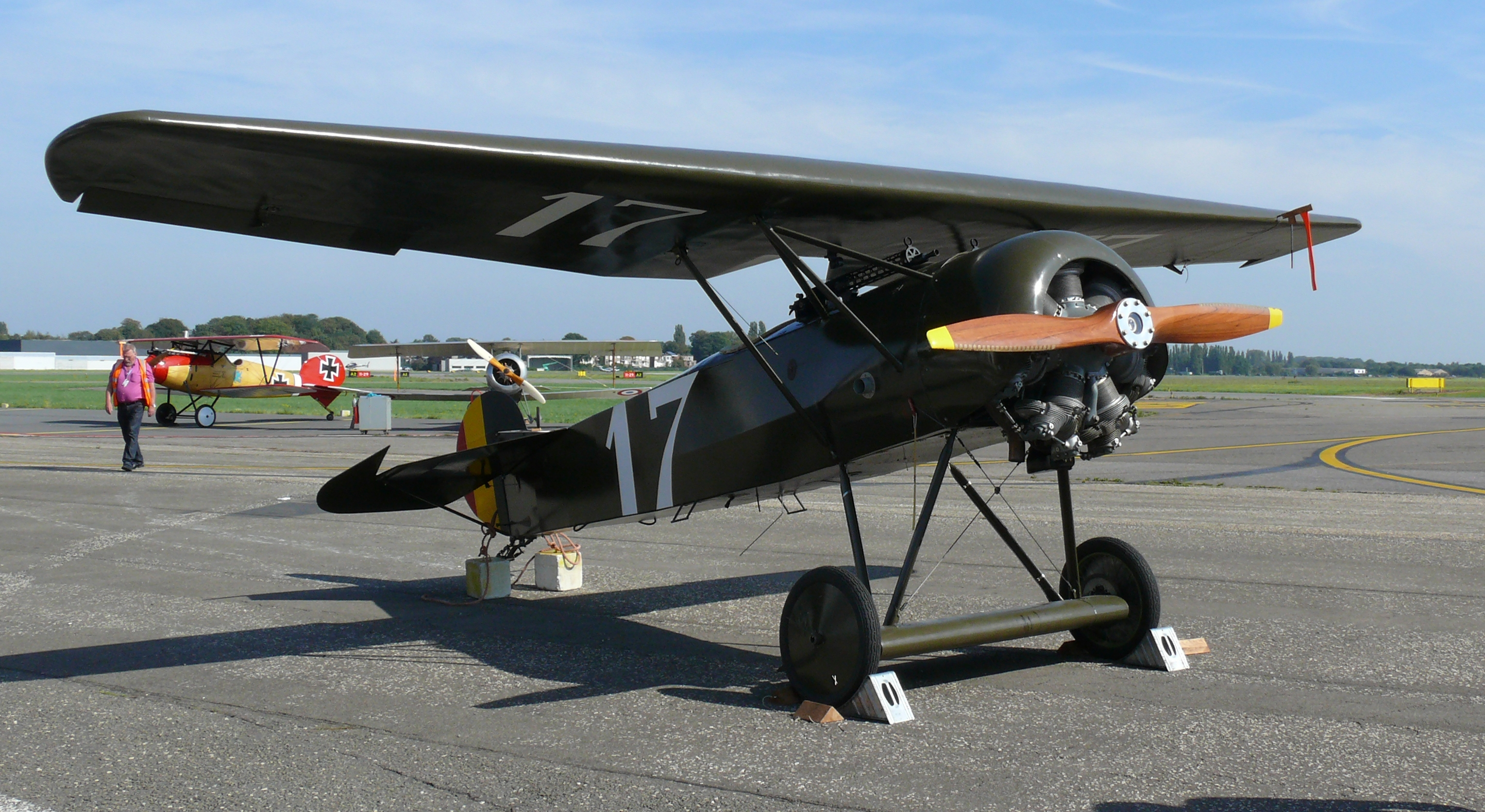
Fokker D.VIII
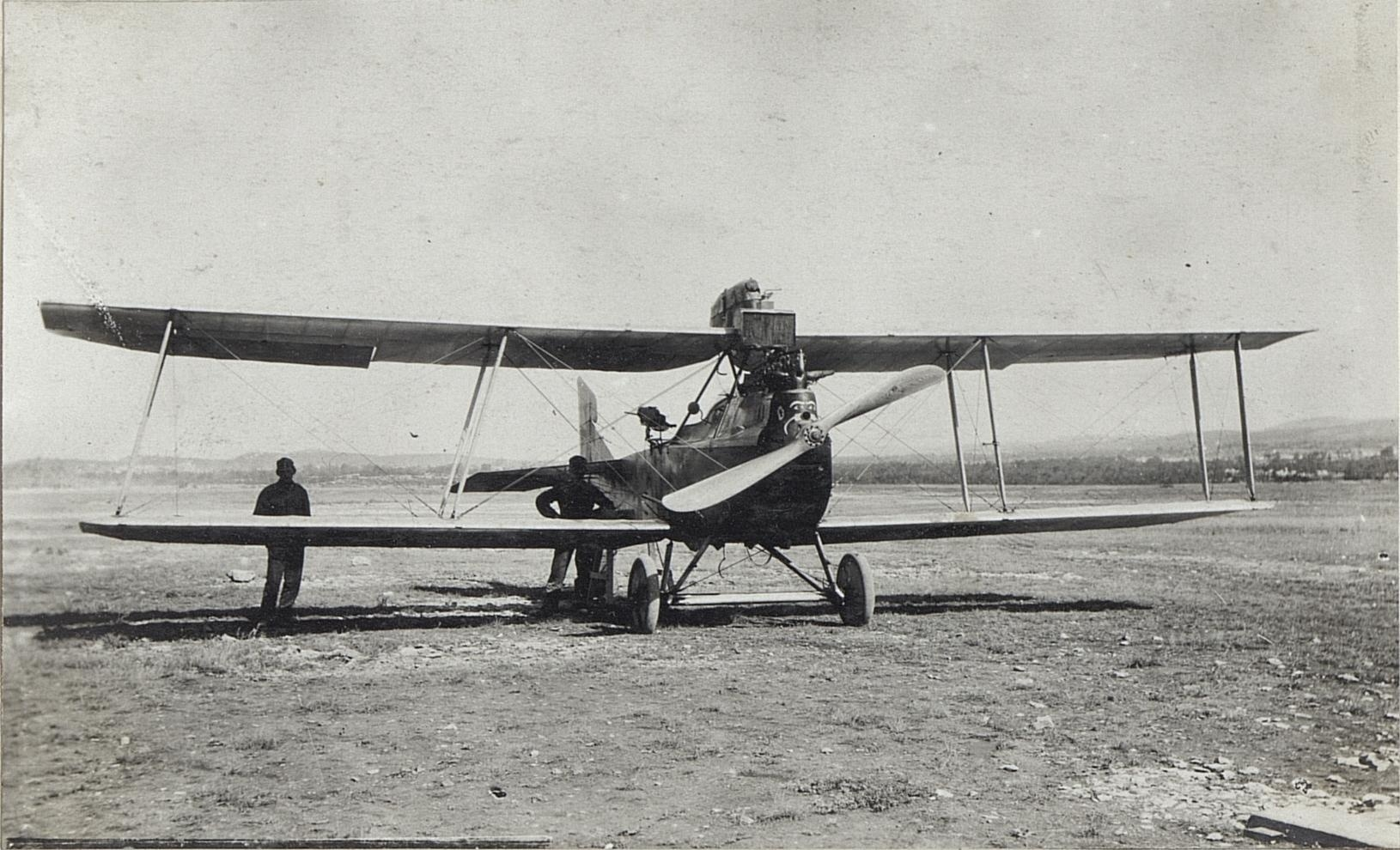
Hansa-Brandenburg C.I
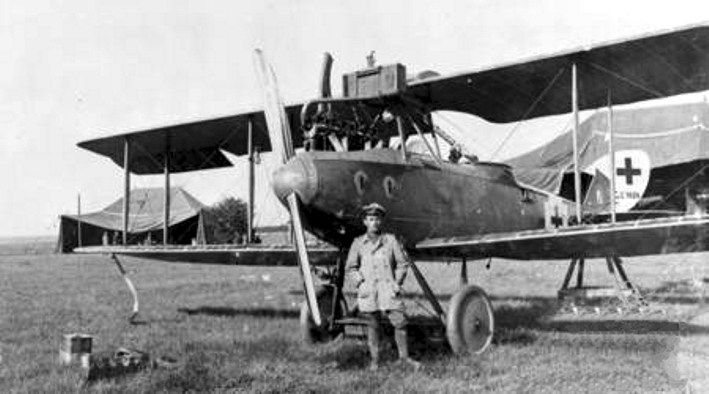
LVG C.V
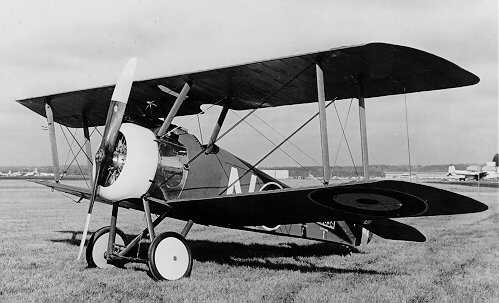
Sopwith Camel
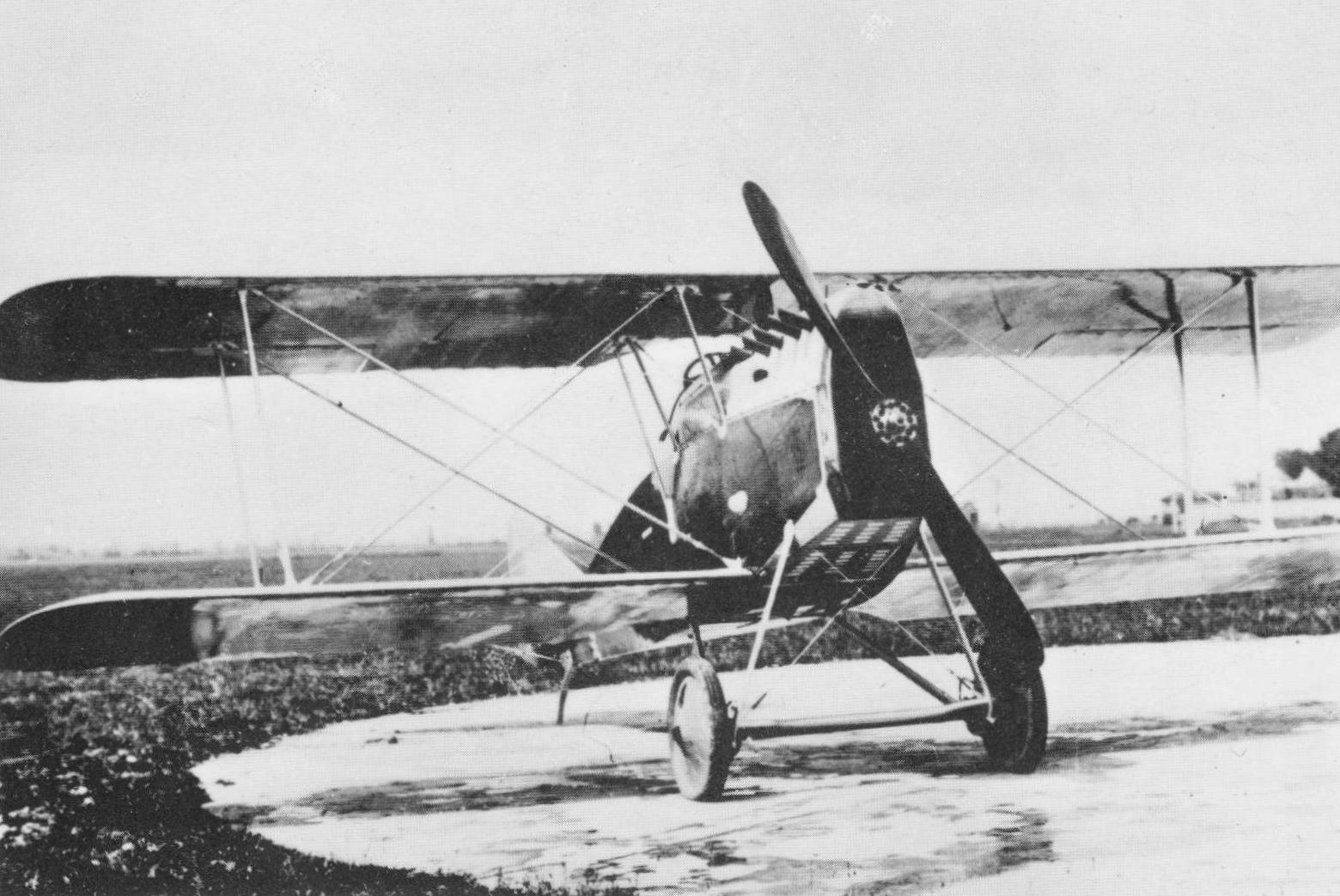
Ansaldo A.1 Balilla
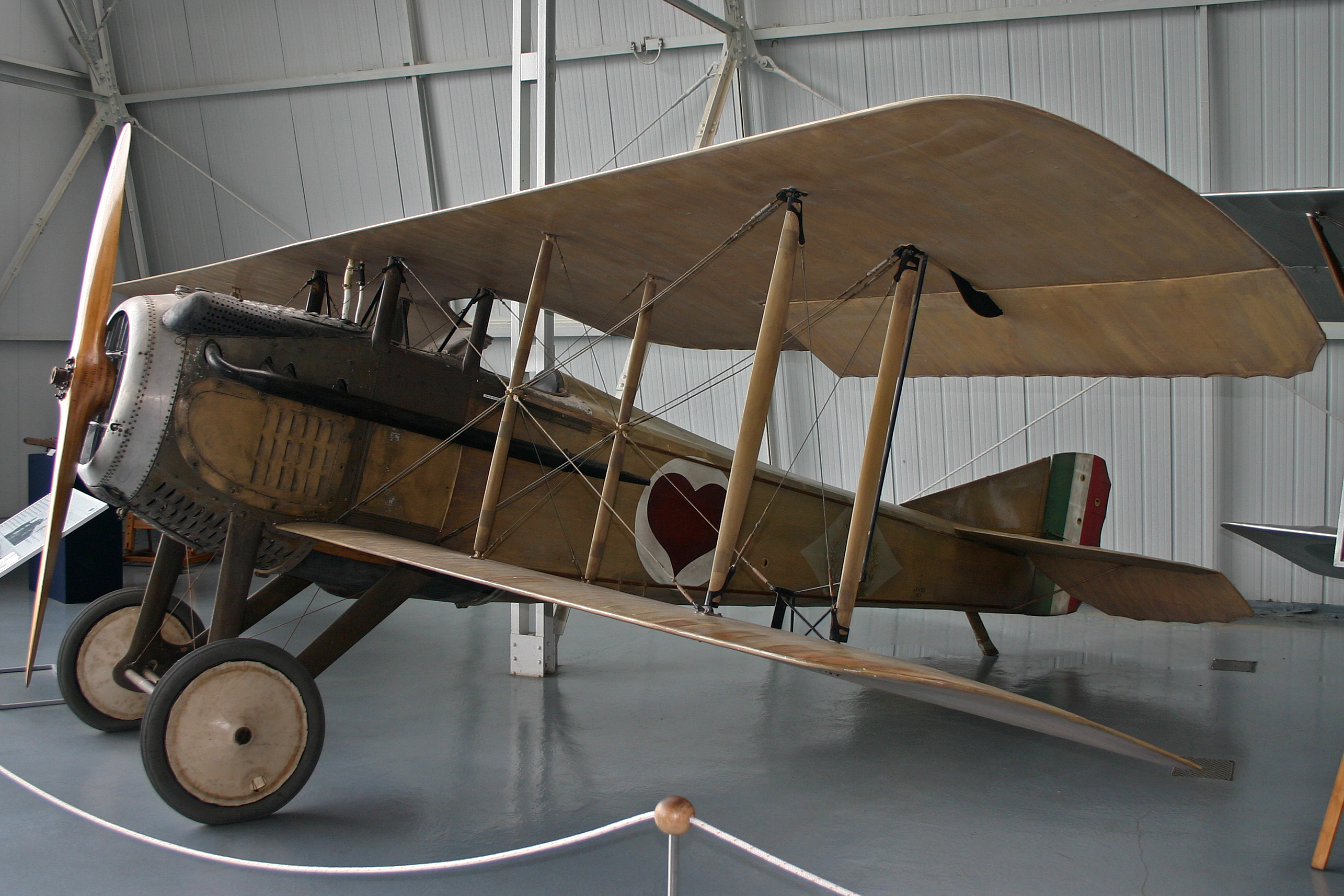
SPAD S.VII
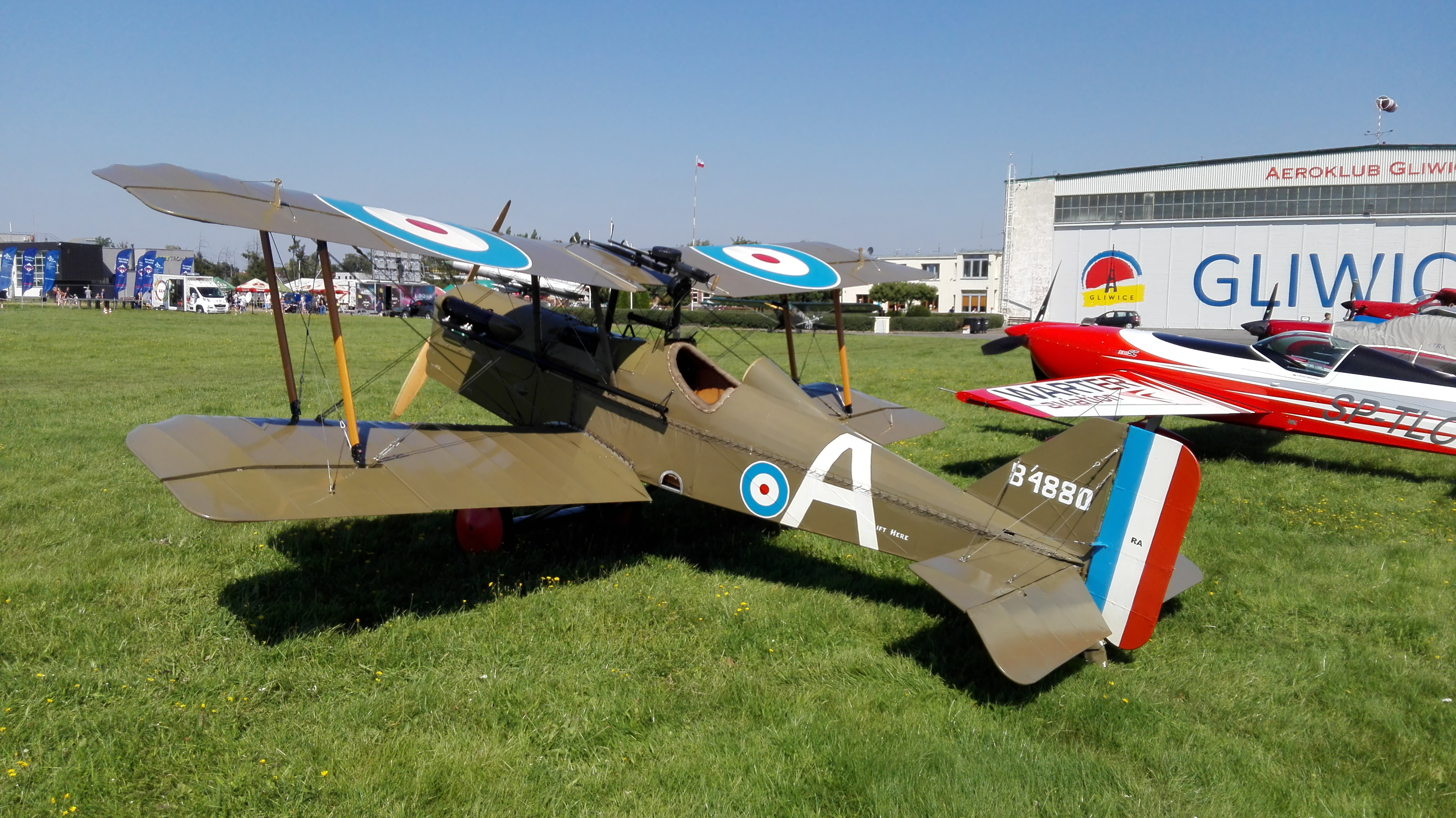
Royal Aircraft Factory S.E.5